# Leilaptera
Leilaptera é um gênero de traça pertencente à família Agonoxenidae.